# گرفتار (فیلم ۱۹۸۵)
گرفتار (به هندی: Geraftaar) فیلمی محصول سال ۱۹۸۵ و به کارگردانی پریانگ راج است. در این فیلم بازیگرانی همچون آمیتاب باچان، کمال حسن، راجینیکانت، مادهوی، پونام دیلون ایفای نقش کرده‌اند.